# Mała Furkotna Turnia
Mała Furkotna Turnia (słow. Malá Furkotská veža, niem. Kleiner Rauschbachturm, węg. Kis-Furkota-torony) – turnia położona w bocznej grani Tatr Wysokich, w tzw. głównej grani odnogi Krywania. Jest to najniższa spośród trzech Furkotnych Turni, położonych w północno-wschodniej grani Ostrej, opadającej na Furkotną Przełęcz. Od Pośredniej Furkotnej Turni oddziela ją Pośrednia Furkotna Ławka (Prostredná furkotská štrbina).
Pierwszego znanego wejścia na Małą Furkotną Turnię dokonali Alfred Martin i przewodnik Johann Franz senior 19 września 1907 r.